# Nezvěstný plukovník
Nezvěstný plukovník (1962, Le colonel introuvable) je dobrodružný detektivní román pro mládež, který napsal francouzský spisovatel Marc Soriano.

## Obsah románu
Román se odehrává roku 1889 během 10. světové výstavy v Paříži. Mezi mnoha cizinci, kteří chtějí výstavu navštívit, je i britský plukovník Cripps se svou neteří Annou. Ten se chce v Paříži na několik dnů zastavit na své cestě domů z Indie. Anna má velké starosti o strýcovo zdraví, protože mu je ve vlaku z Marseille nevolno. Její obavy se ještě zvýším když jí strýc, vášnivý sběratel starožitností, svěří velmi cenné drobné umělecké předměty a šperky, které získal v Indii, a prosí ji, aby vše dobře opatrovala.
Následně Cripps záhadně zmizí. Také Anna je přepadena a spoutána, podaří se jí však uprchnout. Spojí se s inspektorem Scotland Yardu Scottem Kimmishem, kterému se skutečně podaří odhalit jednak bandu zlodějů, pasoucích po Crippsových starožitnostech, jednak skupinu Indů, kteří chtějí od Crippse získat zpět klenoty, patřící jedné z indických bohyň. Indové donutí Kimmishe, aby jim klenoty vrátil. Plukovníkovo zmizení je nyní ještě záhadnějším, protože ani lupiči, ani Indové s ním nemají nic společného.
Nakonec Kimmish odhalí, že v případě plukovníka šlo o preventivní karanténu. Příznaky, které u něho francouzské úřady zjistily (třesavka, bolesti hlavy, sípavost a závratě doprovázené bolestí ve slabinách, zvýšená teplota, žízeň a naprosté vyčerpání), je přivedly k názoru, že plukovník může být nakažen morem. V tomto názoru je ještě utvrdila skutečnost, že plukovník přijel z Indie, ohniska této nakažlivé choroby. Plukovník byl proto izolován a pečlivě ošetřován v jedné klinice na okraji Paříže. Jeho neteř měla být izolována stejně, ale uprchla.

## Česká vydání
- Nezvěstný plukovník, SNDK, Praha 1967, přeložil Václav Cibula.